# Caccobius tai
Caccobius tai är en skalbaggsart som beskrevs av Yves Cambefort 1984. Caccobius tai ingår i släktet Caccobius och familjen bladhorningar. Inga underarter finns listade.